# دهستان براکوه
دهستان براکوه، دهستانی در بخش جلگه ماژان شهرستان خوسف است.

## جمعیت
جمعیت این دهستان، بر اساس سرشماری سال ۱۳۸۵، بالغ بر ۳۹۱۹ نفر می‌باشد.